# Aseraggodes smithi
Aseraggodes smithi és un peix teleosti de la família dels soleids i de l'ordre dels pleuronectiformes que es troba a les costes de l'oceà Pacífic.